# Heinz Keller (Sportfunktionär)
Heinz Keller (* 4. März 1942 in Höfli, Kanton Thurgau) ist ein Schweizer Sportfunktionär und Sportpädagoge.

## Leben
Keller kam in Höfli in der Nähe von Bichelsee als Sohn einer Lehrerin und eines Landwirts zur Welt. Er betrieb als Sportler Orientierungslauf, Tennis und Wintersport.
An der ETH Zürich wurde er zum Turn- und Sportlehrer und an der Universität Zürich zum Lehrer für Französisch und Geschichte ausgebildet. Während eines Studienaufenthalts an der Universität Paris-Sorbonne weitete er seine Kenntnis der französischen Sprache aus, hernach war Keller in Zürich als Lehrer tätig.
1977 wechselte er in den Hochschuldienst und leitete fortan an der ETH Zürich die Ausbildung von Lehrkräften für den Turn- und Sportunterricht. In seiner Amtszeit wurde die Ausbildung in ein Studium mit achtsemestriger Regelstudienzeit überführt.
Am 1. Mai 1985 trat Keller seinen Dienst als Direktor der Eidgenössischen Turn- und Sportschule in Magglingen an. In Magglingen war er bis zu seinem Übergang in den Ruhestand im März 2005 tätig. In diese Zeit fielen die Umwandlungen der Turn- und Sportschule in die Eidgenössische Fachhochschule für Sport im Jahr 1998 und in das Bundesamt für Sport im Jahr 1999. Nach der Umwandlung war Keller Direktor des Bundesamtes für Sport. Er hatte in der Zeit von 1987 bis 1992 erste Entwürfe für die Schaffung eines Bundesamtes für Sport vorgelegt. Unter Kellers Leitung wurde im Jahr 2000 ein nationales sportpolitisches Konzept für die Schweiz ausgearbeitet.